# 国鉄山の家
国鉄山の家（こくてつやまのいえ）とは、日本国有鉄道が運営していた宿泊施設である。名前のとおり山の近くにあるが、平地にあったものもある。予約が駅窓口でできた施設もあり、乗車券のような体裁の宿泊券が発行された。

## 一覧（最寄り駅）（1978年10月現在）
- ニセコ国鉄山の家（ニセコ駅）
- シャレー涸沼（つりの家）（水戸駅）
- 親の原ロッヂ（白馬大池駅）
- 藪原山の家（藪原駅）
- 乗鞍山荘（高山駅）
- みぼろ荘（美濃白鳥駅）
- 道後山国鉄山の家（備後落合駅）
- 大山国鉄山の家（米子駅）
- 志賀高原山の家(長野駅)
- 国鉄山の家六合山荘（長野原草津口駅）
- 国鉄吾妻山山の家（福島駅）
- 国鉄奥手稲山の家（銭函駅）
- 国鉄上の原山の家（水上駅）

## 歴史
1987年の国鉄分割民営化以後、JR各社が経営を引き継いだが、2017年現在は廃止されている。一部は地元の民間事業者が経営している施設もある。